# Batalha dos Cinco Exércitos

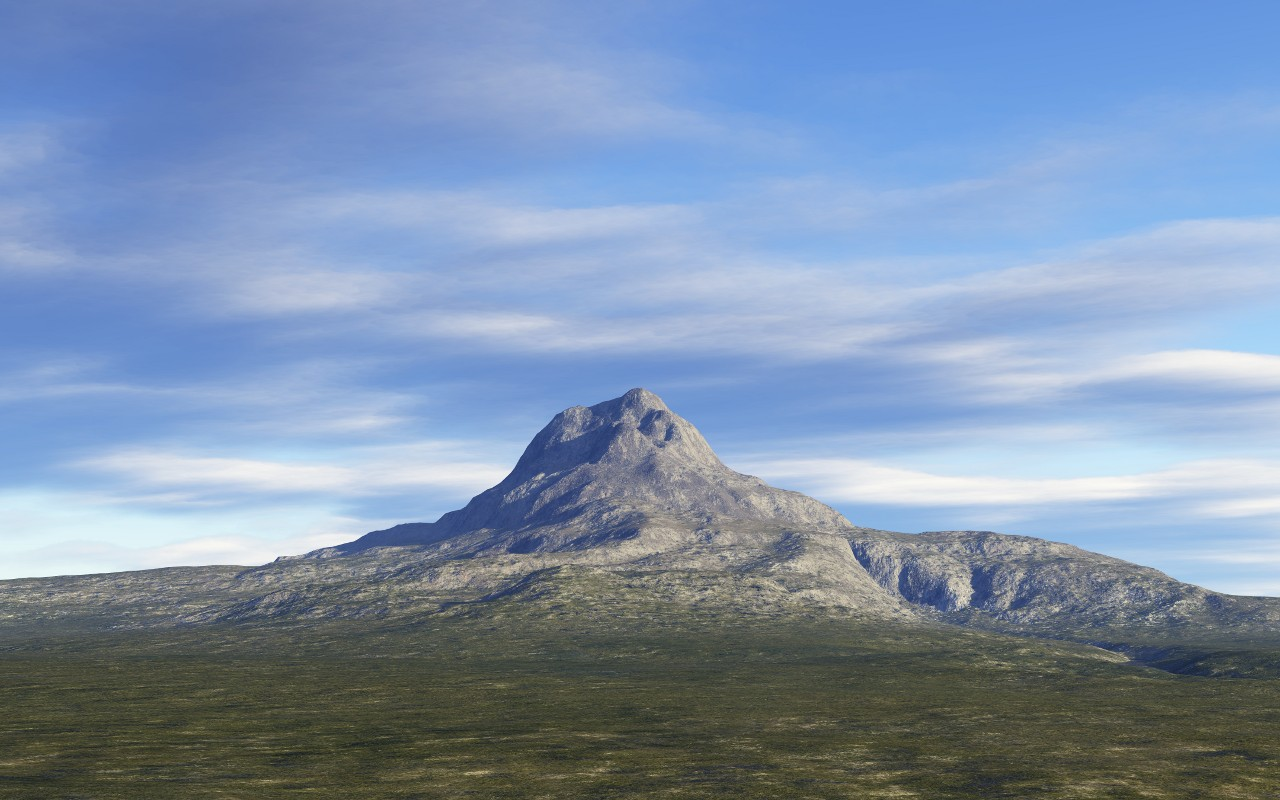
Representação artistica da Montanha Solitária, o palco da batalha

                                                                                                                                                                 No livro O Hobbit de J. R. R. Tolkien, a batalha dos Cinco Exércitos foi uma guerra travada na Terceira Era entre Homens do lago, Anões das regiões das colinas de ferro, Elfos da floresta, Goblins e Wargs. Esta batalha aconteceu no limites de Erebor, a Montanha Solitária, a então habitação abandonada dos anões antes do ataque do dragão Smaug.[carece de fontes?]

## A Batalha
A batalha aconteceu após a morte do dragão Smaug, que muitos anos antes havia tomado a Montanha Solitária com todo o seu tesouro. Os homens queriam uma parte do tesouro para reconstruir suas vidas arruinadas pelo dragão que atacou a cidade do lago encontrando sua morte. Os elfos também queriam parte no tesouro. Então Thorin enviou uma mensagem para seu primo Dáin Pé-de-Ferro, o Senhor das Colinas de Ferro pedindo ajuda. Os orcs queriam vingança e muito mais. Como tinham inimigos em comum, os humanos se aliaram com os elfos, anões contra os orcs, wargs e seus morcegos. Com a vinda das águias, os vitoriosos foram os anões e aliados, que repartiram o tesouro. Nesta guerra tombaram o Rei do povo de Durin Thorin filho de Thráin, Fili e Kili sobrinhos de Thorin, companheiros de Bilbo. Antes de Thorin morrer, ele diz suas últimas palavras ao Bilbo de ter cometido um erro. Após a morte de Thorin, Dáin governa Erebor, e a Pedra Arken foi enterrada junto com o Rei (Thorin).[carece de fontes?]

## Adaptações
A Batalha dos Cinco Exércitos foi introduzida na animação O Hobbit de 1977, da Rankin/Bass, dirigida por Jules Bass e Arthur Rankin, Jr. Em 2013, foi anunciado que a Batalha seria adaptada na trilogia cinematográfica O Hobbit de Peter Jackson para o terceiro capítulo da série, O Hobbit: A Batalha dos Cinco Exércitos, em 2014. A batalha serve como o clímax das adaptações cinematográficas do livro.